# Championnats du monde de judo 2001
Navigation
Édition précédente Édition suivante
Les Championnats du monde de judo 2001 se tiennent à Munich en Allemagne.

## Résultats

### Hommes
| Catégories        | Or                    | Argent          | Bronze                                          |
| ----------------- | --------------------- | --------------- | ----------------------------------------------- |
| - 60 kg           | Anis Lounifi          | Cédric Taymans  | John Buchanan Kazuhiko Tokuno                   |
| - 66 kg           | Arash Miresmaeili     | Musa Natsuyev   | Yordanis Arencibia Hyung-Ju Kim                 |
| - 73 kg           | Vitaly Makarov        | Yusuke Kanamaru | Askhat Shakharov Kryzsztof Wilkomirski          |
| - 81 kg           | In Chul Cho           | Alexei Budolin  | Sergei Aschwanden Elkhan Rajabli                |
| - 90 kg           | Frédéric Demontfaucon | Zurab Zviadauri | Rassoul Salimov Dong Sik Yoon                   |
| - 100 kg          | Kosei Inoue           | Antal Kovacs    | Sung Ho Jang Askhat Jitkeïev                    |
| + 100 kg          | Alexandre Mikhaylin   | Selim Tataroglu | Seyed Mahmoud Miran Fashandi Shinichi Shinohara |
| Toutes catégories | Alexandre Mikhaylin   | Ariel Zeevi     | Frank Möller Dennis van der Geest               |

### Femmes
| Catégories        | Or                 | Argent              | Bronze                            |
| ----------------- | ------------------ | ------------------- | --------------------------------- |
| - 48 kg           | Ryoko Tamura       | Kyong Ok Ri         | Danieska Carrion Giuseppina Macrì |
| - 52 kg           | Sun Hui Kye        | Raffaella Imbriani  | Yuxiang Liu Legna Verdecia        |
| - 57 kg           | Yurisleidy Lupetey | Deborah Gravenstijn | Isabel Fernandez Kie Kusakabe     |
| - 63 kg           | Gella Vandecaveye  | Sara Álvarez        | Anaisis Hernandez Ayumi Tanimoto  |
| - 70 kg           | Masae Ueno         | Kate Howey          | Regia Leyen Ulla Werbrouck        |
| - 78 kg           | Noriko Anno        | Yurisel Laborde     | Céline Lebrun So Yeon Lee         |
| + 78 kg           | Hua Yuan           | Midori Shintani     | Daima Beltrán Sandra Koeppen      |
| Toutes catégories | Céline Lebrun      | Karina Bryant       | Catarina Rodrigues Tong Wen       |

## Tableau des médailles
| Rang | Nation        | Or | Argent | Bronze | Total |
| ---- | ------------- | -- | ------ | ------ | ----- |
| 1    | Japon         | 4  | 2      | 4      | 10    |
| 2    | Russie        | 3  | 0      | 0      | 3     |
| 3    | France        | 2  | 0      | 1      | 3     |
| 4    | Cuba          | 1  | 1      | 6      | 8     |
| 5    | Belgique      | 1  | 1      | 1      | 3     |
| 6    | Corée du Nord | 1  | 1      | 0      | 2     |
| 7    | Corée du Sud  | 1  | 0      | 4      | 5     |
| 8    | Chine         | 1  | 0      | 2      | 3     |
| 9    | Iran          | 1  | 0      | 1      | 2     |
| 10   | Tunisie       | 1  | 0      | 0      | 1     |
| 11   | Royaume-Uni   | 0  | 2      | 1      | 3     |
| 12   | Allemagne     | 0  | 1      | 2      | 3     |
| 13   | Espagne       | 0  | 1      | 1      | 2     |
| -    | Pays-Bas      | 0  | 1      | 1      | 2     |
| 15   | Estonie       | 0  | 1      | 0      | 1     |
| -    | Géorgie       | 0  | 1      | 0      | 1     |
| -    | Hongrie       | 0  | 1      | 0      | 1     |
| -    | Israël        | 0  | 1      | 0      | 1     |
| -    | Turquie       | 0  | 1      | 0      | 1     |
| -    | Ukraine       | 0  | 1      | 0      | 1     |
| 21   | Azerbaïdjan   | 0  | 0      | 2      | 2     |
| -    | Kazakhstan    | 0  | 0      | 2      | 2     |
| 23   | Italie        | 0  | 0      | 1      | 1     |
| -    | Pologne       | 0  | 0      | 1      | 1     |
| -    | Portugal      | 0  | 0      | 1      | 1     |
| -    | Suisse        | 0  | 0      | 1      | 1     |